# 루트 (음악 그룹)
루트(Loote)는 미국 뉴욕에서 결성된 2인조 음악 그룹으로, 멤버는 잭슨 푸트, 에마 로브 블록이다. 루트는 데뷔 싱글 "High Without Your Love"를 2017년 5월에 아일랜드 레코드를 통해 발매하였다.

## 음반

### EP
- single. (2018년 6월 15일 발매)
- lost (2019년 6월 14일 발매)
- Heart Eyes (2020년 4월 24일 발매)